# شعر پاگانی
«شعر پاگانی» (به انگلیسی: Pagan Poetry) ترانه‌ای از خوانندهٔ ایسلندی بیورک می‌باشد که در چهارمین آلبوم استودیویی او تحت عنوان وسپرتین (۲۰۰۱) قرار دارد. این ترانه در ۵ نوامبر سال ۲۰۰۱ از سوی وان لیتل ایندین رکوردز به‌عنوان دومین تک‌آهنگ آلبوم منتشر گردید. این اثر از نظر تجاری موفقیتی نسبتاً متوسط داشت؛ و در بریتانیا به رتبهٔ ۳۸ و در کانادا به رتبهٔ ۱۵ دست یافت.

## اشعار و ضبط
اشعار این ترانه که توسط بیورک نوشته شده است، به شباهت‌های لذت جنسی و رضایت عاطفی در روابط عاشقانه می‌پردازد که هردو برای او حائز اهمیت‌اند. او به تعارض میان این دو واقف است؛ و در عین حال خواهان رابطه‌ای هم از نظر جسمی رضایت‌بخش باشد و هم وفادار، اما مردد است زیرا نمی‌داند آیا آیا امکان تحقق همزمان این دو وجود دارد. وی در در انتهای ترانه، عشق خود به شریک زندگی‌اش را درمی‌یابد و خواهان تعهد کامل نسبت به او است. همچنین محتوای «شعر پاگانی» سرشار از استعاره است، به‌طوری‌که خود کانپست شعر پاگانی نمایانگر پیچیدگی‌های عاطفی موضوع است.
بیورک همواره علاقه‌مند به استفاده از جعبه‌های موسیقی بود، اما منتظر فرصت مناسب برای این کار بود. او تا آن زمان مشغول جمع‌آوری جعبه‌های موسیقی بود و و قصد داشت ترانه‌های خود را با استفاده از آن‌ها بسازد. بنا به گفته خودش، شرکت جعبه‌های موسیقی در ابتدا علاقه‌ چندانی نشان نمی‌داد. «اون‌ها سال‌ها جعبه‌های چوبی درست کرده بودن و من می‌خواستم پلکسی‌گلاس شفاف باشه. نمی‌تونستن اینو بفهمن و اینطوری بودن که «چرا؟» اون‌ها می‌خواستن صدای خشن رو با چوب ملایم‌تر کنن، اما من می‌خواستم صدایی خیلی سخت و یخ‌زده داشته باشم. آخرشم گفتن بهترین کاری بوده که تا حالا انجام دادن.» بیورک سپس جعبه موسیقی را به ساختار آهنگ اضافه کرد. این اثر در گام دو دیز مینور نوشته و ضبط شده است.